# Коком (династия)
Коком — династия правителей в городе Майяпан (Юкатан, современная Мексика).

## История
Некоторые источники называют основателем династии правителя Майяпана по имени Хунак Кеель.
Династия Кокомов пришла к власти в городе Майяпан между 1263 и 1283 гг. при поддержке иностранных наёмников, говоривших на науаских языках и называвшихся «ах кануль». Власть Кокомов и в дальнейшем опиралась на них. Кокомам подчинялась территория практически всей северной части полуострова Юкатан.
Однако правление представителей данной династии вызывало недовольство у подвластных им правителей, в частности — вышеупомянутая поддержка Кокомов иностранной наёмной силой. В 1441 году Ах-Шупан Титуль-Шиу из Ушмаля, подняв восстание, сверг Кокомов, истребив их всех почти поголовно. Выжить удалось лишь одному из сыновей правителя Майяпана, в тот момент возглавлявшему торговую экспедицию на территорию современного Гондураса. Он основал новое государство Кокомов со столицей в городе Сотута. Это государство просуществовало до начала испанского завоевания Америки в XVI веке.

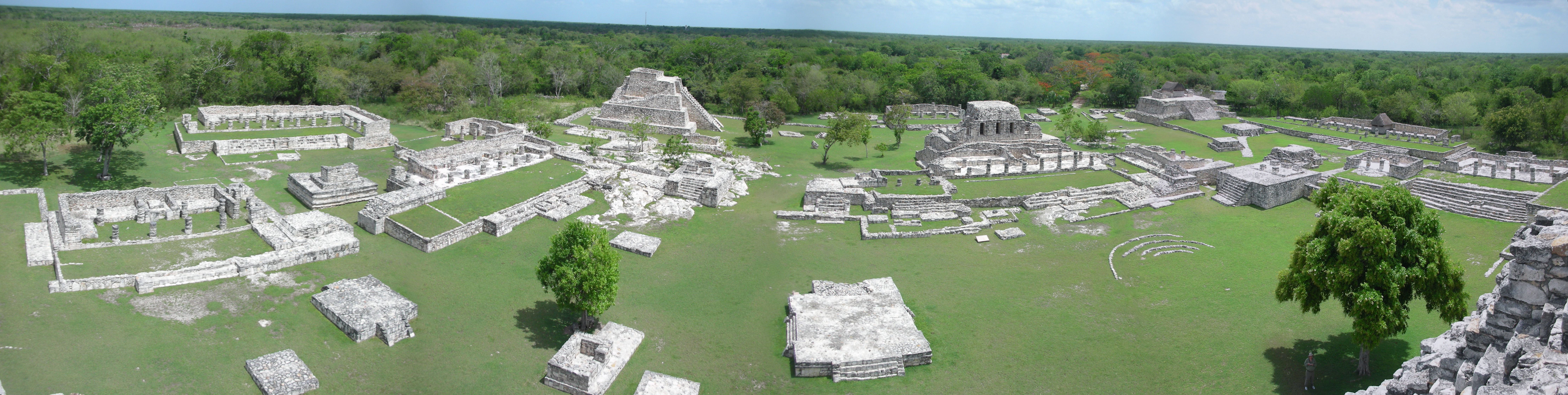
Панорама Майяпана.

## Титул
Правители Майяпана из рода Кокомов носили титул коктепан («находящийся во дворце»).
Покровителем Кокомов считался бог Кукулькан (Кецалькоатль).